# إبادة جماعية نفعية
إن الإبادة الجماعية النفعية نوعٌ من أنواع الإبادة الجماعية الخمسة، صنفها وعرّفها المنظر المختص بشؤون الإبادة الجماعية Vahakn Dadrian عام 1975 . وتختلف الإبادة النفعية عن الإبادات الأخرى التي تحركها الدوافع الإيديولوجية كالهولوكوست أو المحرقة اليهودية أو الإبادة الجماعية الكمبودية. حيث يهدف منفذو الإبادة الجماعية النفعية إلى الحصول على نوعٍ من المنفعة المادية، كمصادرة الأراضي للسيطرة على الموارد الاقتصادية وتسخير الثروات. وتعد مذابح السكان الأصليين في البرازيل والباراغواي أشهر الأمثلة عن هذا النوع من الإبادات الجماعية.
يستخدم بعض المنظرين والفلاسفة مصطلحات كـ «إبادة بدوافع اقتصادية» أو «إبادة تنموية» بدلاً من استخدام المصطلح الفعلي وهو «الإبادة الجماعية المنفعية». هناك حقيقة عامة متفق عليها وهي أن المصطلحات السابقة ليست سوى غطاء لعمليات القتل الممنهجة والجماعية التي تهدف للوصول إلى موارد وثروات شعوبٍ أخرى كالذهب والحطب وغيرها... ويعد المستوطنون الأوروبيون أشهر الأمثلة عن الجماعات التي مارست الإبادة المنفعية على مر التاريخ، سواءً كانت الإبادة بتخويل رسمي من الحكومات الأوروبية أم لا. وغالباً ما تكون الدوافع على هكذا جريمة مشبعة بأفكارٍ عنصرية تجاه الضحايا.
ظهر هذا النوع من الإبادات الجماعية عند بدء حملات الاستكشاف الأوروبية للأمريكيتين وأوقيانوسيا وأفريقا. وكان الاستعمار الأوروبي للأمريكيتين مختلفاً عن أشكال الاستعمار الأخرى من ناحية تكديس واستغلال الثروات. حيث أثر الاستعمار الفرنسي لأمريكيا وتجارة الفرو على حياة السكان الأصليين، ولو بشكل ضئيل. بينما كان الاستعمار الإسباني مدمراً بالنسبة للسكان الأصليين، كالاستعمار البريطاني أيضاً . وطرح دردريان مثالاً آخر عن الإبادة الجماعية النفعية متمثلاً بمذابح اليهود والموريين (أي سكان المنطقة الشمالية من أفريقيا والمغرب العربي) خلال حقبة محاكم التفتيش الإسبانية، وكذلك مذابح قبائل الشيروكي الهنود خلال فترة الاستعمار الأوروبي لأمريكا الشمالية.
برز هذا النوع من الإبادات الجماعية أيضاً في القرن العشرين، والمثال الأوضح هو المجازر المرتكبة بحق القبائل الأصلية القاطنة في الغابات المطيرة في أمريكا الجنوبية، حيث سعت الدول إلى تطوير وتحديث مواردها على حساب هؤلاء السكان وأراضيهم. واستغلت مناطق القبائل للحصول على منفعة اقتصادية، واعتبرت السكان الأصليين عائقاً يجب إزالته، فقامت بقتلهم أو تهجيرهم.